# Сан-Хуан-де-Аснальфараче

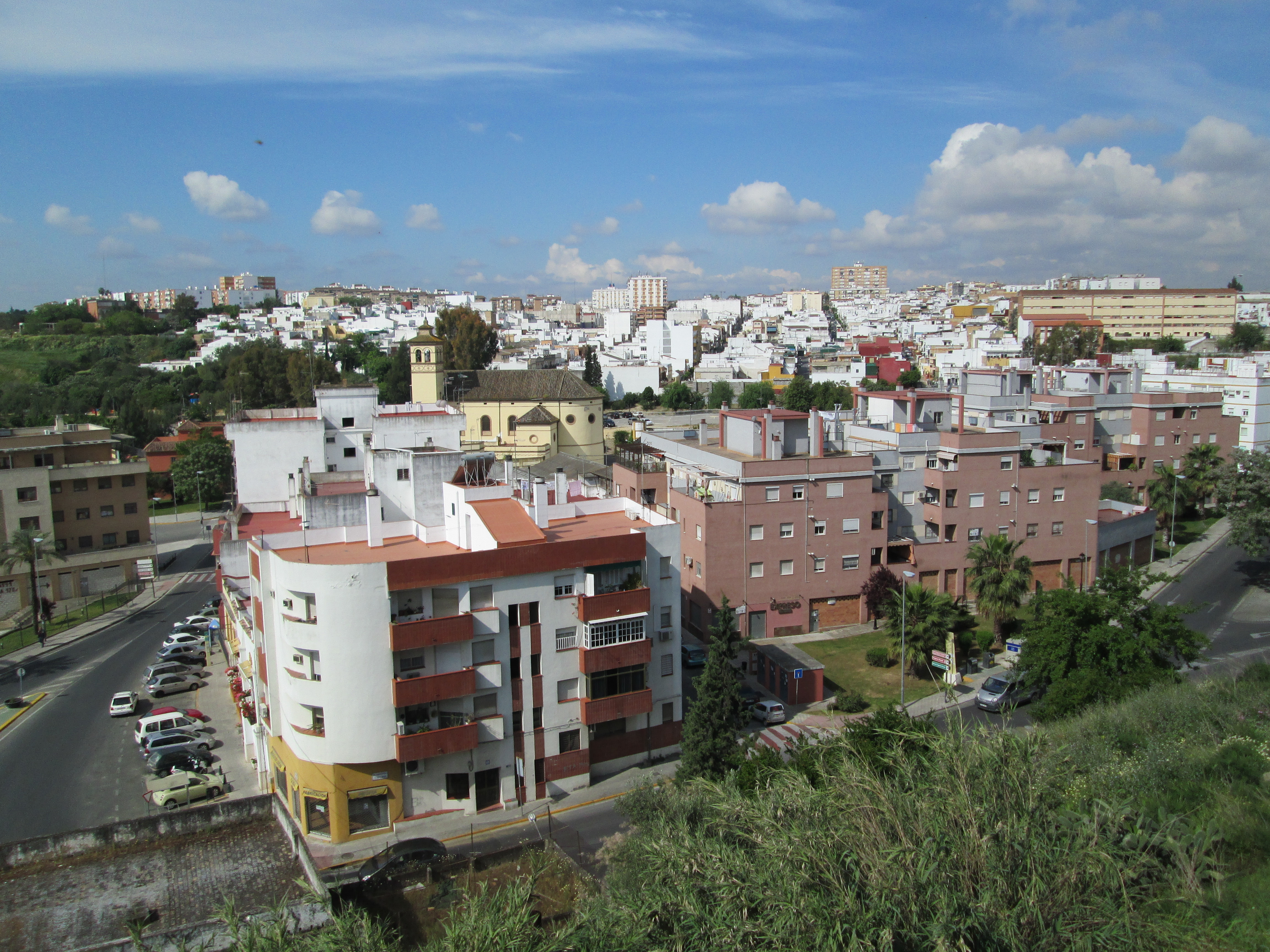
San Juan de Aznalfarache (2013)

Сан-Хуан-де-Аснальфараче (ісп. San Juan de Aznalfarache) — муніципалітет в Іспанії, у складі автономної спільноти Андалусія, у провінції Севілья. Населення — 21 025 осіб (2010).
Муніципалітет розташований на відстані близько 390 км на південний захід від Мадрида, 4 км на південний захід від Севільї.

## Демографія
Динаміка населення (INE ):